# Hemeromyia vibrissina
Hemeromyia vibrissina är en tvåvingeart som beskrevs av Papp 2003. Hemeromyia vibrissina ingår i släktet Hemeromyia och familjen kadaverflugor.
Artens utbredningsområde är Ungern. Inga underarter finns listade i Catalogue of Life.